# 姜萬吉
姜 萬吉（カン・マンギル；朝鮮語: 강 만길；英語: Kang Man-gil、1933年10月25日 - 2023年6月23日）は、大韓民国の歴史学者。前尚志大学校総長、高麗大学校名誉教授。

## 経歴
出生から修学期
1933年、日本統治時代の朝鮮半島馬山市で生まれた。高麗大学校史学科で学び、1959年に卒業。高麗大学校大学院に進み、1961年に文学修士号を取得。1975年、高麗大学校大学院で文学博士号を取得。
近現代史研究者として
1976年、国史編纂委員会に編史官として勤務。1976年、母校の高麗大学校韓国史学科教授に就いた。1980年、全斗煥政権下で大学を追放されたが、翌1981年に復職。
2000年、朝鮮半島南北首脳会談に金大中大統領随行員として訪朝。2001年、尚志大学校総長に就任。2003年、盧武鉉政権下で親日反民族行為真相糾明委員会委員長を務めた。

### 委員・役員ほか
- 親日反民族行為真相糾明委員会委員長(2003年)

## 研究内容・業績
評価
韓国内では、韓国現代史学の第一人者として評価が高い。雑誌「民族21」発行・編集人。

## 著作

### 著書
- 『조선후기 상업자본의 발달』（『朝鮮後期 商業資本の発達』）
- 『분단시대의 역사인식』（『分断時代の歴史認識』）
  - 日本語訳版『分断時代の歴史認識』宮嶋博史訳、学生社 1984
- 『한국민족운동사론』（『韓国民族運動史論』）
  - 日本語訳版『韓国民族運動史論』水野直樹訳、御茶の水書房 1985
- 『조선시대 상공업사 연구』（『朝鮮時代 商工業史研究』）
- 『일제시대 빈민생활사 연구』（『日帝時代 貧民生活史研究』）
- 『통일운동시대의 역사인식』（『統一運動時代の歴史認識』）
- 『조선민족혁명당과 통일전선』（『朝鮮民族革命党と統一戦線』）
- 『고쳐 쓴 한국근대사』（『書き直される韓国近代史』）
- 『고쳐 쓴 한국현대사』（『書き直される韓国現代史』）
- 『역사는 이상의 현실화 과정이다』（『歴史は理想を現実化する過程である』）
- 『우리 민족해방운동사 : 통일지향』 역사비평사 2000 (『統一を目指す我が国の民族解放運動史』歴史批評社) 
  - 日本語訳版『朝鮮民族解放運動の歴史：平和的統一への模索』太田修・ 庵逧由香共訳、法政大学出版局 2005

### 編著
- 『한국사회주의운동인명사전』（『韓国社会主義運動 人名辞典』）

### 和訳された著書
- 『韓国現代史』高崎宗司訳、高麗書林 1985
- 『韓国近代史』小川晴久訳、高麗書林 1986